# Up The Khyber
«Up the Khyber» es una pieza instrumental de la banda británica de rock progresivo Pink Floyd. Fue escrita por el baterista, Nick Mason, y por el teclsta, Richard Wright. En esencia, es un ritmo repetitivo de batería, con piano y algo de órgano, e inusuales efectos de cinta. El compás es de 8 tiempos (3 + 3 + 2). Dura aproximadamente 2 minutos y 12 segundos, y apareció por primera vez en el Soundtrack from the Film More. Es la única canción de Pink Floyd firmada por el tándem Mason/Wright.
El título alude al Paso Khyber: en la segunda mitad de los años 60, era lugar poco menos que obligado en el trasiego de estupefacientes de Afganistán; en la jerga cockney, se llama «Khyber Pass» al culo. Puede que la expresión aluda también a la película de 1968 Carry On Up the Khyber.

## En vivo
La pieza fue tocada en vivo de forma apenas cambiada en The Man And The Journey, ocasión en la que fue titulada "Doing It!" ("¡Haciéndolo!"). También fue tocada como parte de Interstellar Overdrive.

### The Man and the Journey
"Up the Khyber" fue una de las varias canciones que fueron tocadas en algún punto o en otro como "Doing It". Otras veces incluyen "Syncopated Pandemonium", "The Grand Vizier's Garden Party (Entertainment)", y "Party Sequence". En todas Todas estas destaca la batería.

## Personal e instrumentario
- Rick Wright - piano, órgano eléctrico
- Nick Mason - batería, percusión
- Roger Waters - bajo, efectos magnetofónicos